# Strada statale 483 Termolese
La ex strada statale 483 Termolese (SS 483), ora strada provinciale 168 Termolese (SP 168), è una strada provinciale italiana che collega l'entroterra della provincia di Campobasso con la località costiera di Termoli.

## Percorso
La strada inizia alle porte di Palata distaccandosi dalla ex strada statale 157 della Valle del Biferno e, proseguendo in direzione est, raggiunge le località di Montecilfone e Guglionesi prima di deviare verso nord e attraversare San Giacomo degli Schiavoni. Uscito dal suo centro abitato, punta verso nord-est raggiungendo il comune di Termoli incrociando la strada statale 709 Tangenziale di Termoli prima di innestarsi sulla strada statale 16 Adriatica all'interno del centro abitato.
In seguito al decreto legislativo n. 112 del 1998, dal 2001 la gestione è passata dall'ANAS alla regione Molise, che ha provveduto al trasferimento dell'infrastruttura al demanio della provincia di Campobasso.